# Jules Pierre Fourreau
Jules Pierre Fourreau, född 25 augusti 1844 i Lyon, död 16 januari 1871 i Beaune, var en fransk botaniker.
Auktorsnamnet Fourr. kan användas för Jules Pierre Fourreau i samband med ett vetenskapligt namn inom botaniken; se Wikipediaartiklar som länkar till auktorsnamnet.